# San Filippo del Mela

Ubicació de San Filippo del Mela dins de la província

San Filippo del Mela (sicilià Santu Filippu) és un municipi italià, dins de la ciutat metropolitana de Messina. L'any 2006 tenia 7.159 habitants. Limita amb els municipis de Merì, Milazzo, Pace del Mela i Santa Lucia del Mela.

## Administració
| Període | Identitat        | Partit        |
| ------- | ---------------- | ------------- |
| 2008-   | Giuseppe Cocuzza | Llista cívica |